# 히가시시카고에역
히가시시카고에역(일본어: 東鹿越駅)은 일본 홋카이도 소라치 군 미나미후라노정에 있는 홋카이도 여객철도 · 일본화물철도 네무로 본선의 역이다. 역 번호는 T35이며, 섬식 승강장 1면 2선의 구조를 지닌 지상역이다.

## 화물 역
현재, 일본화물철도의 역은 차급 화물의 임시 취급역으로 되어 있다. 화물열차의 발착은 없고, 화물설비나 접속하는 전용선도 없다.

## 역 주변
- 가나야마 호

## 역사
- 1941년 12월 29일 : 히가시시카고에 신호장(일본어: 東鹿越信号場)으로서 개설.
- 1946년 3월 1일 : 역으로 승격, 히가시시카고에역으로 개업.
- 1987년 4월 1일 : 민영화에 따라, 홋카이도 여객철도로 이관.
- 2024년 4월 1일 : 후라노역 ~ 신토쿠역 구간 폐선과 함께 폐역.

## 인접 정차역
| 홋카이도 여객철도 네무로 본선 | 홋카이도 여객철도 네무로 본선 | 홋카이도 여객철도 네무로 본선 |
| ----------------------------- | ----------------------------- | ----------------------------- |
| T34 가나야마 다키카와 방면    | 네무로 본선                   | 이토쿠라 T36 신토쿠 방면      |